# Koncentrační tábor Stutthof
Stutthof byl německý nacistický koncentrační tábor postavený na území anektovaném Třetí říší poblíž svobodného města Gdaňsk, v současnosti na severu Polska. Táboru veleli Max Pauly a Paul Werner Hoppe a vězně střežilo v období nejvyšší aktivity 3000 členů SS a ukrajinských pomocných sil.

## Historie

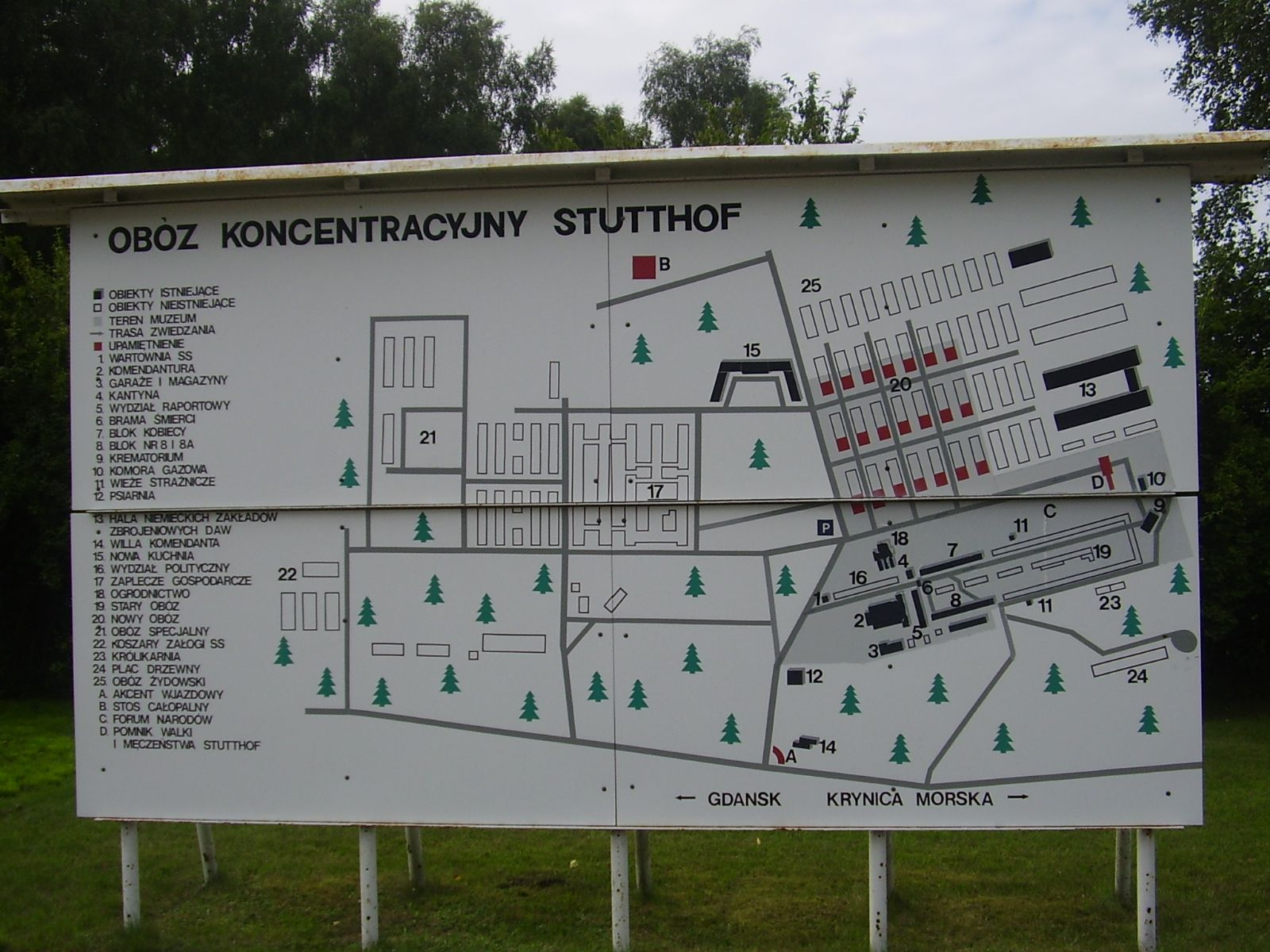
Plán koncentračního tábora Stutthof

Již v roce 1936 se v Gdaňsku začalo uvažovat, co se stane, až vypukne válka a Polsko bude dobyto. V roce 1939 poté vznikl tajný seznam „nežádoucích“ polských elementů, které měly být zničeny. Převážně to byli lidé patřící k polské inteligenci, dále potom komunisté a Židé. V tomto roce, koncem dubna bylo také vybráno místo na pozdější koncentrační tábor.
Ihned po vypuknutí druhé světové války 1. září 1939, začaly k tomu připravené orgány z Gdaňsku zatýkat nežádoucí ze seznamu. Již první den bylo zatčeno okolo 1500 lidí. Hned druhý den, 2. září byla vyčleněna skupina asi 150 osob, která byla převezena na místo, kde měl tábor stát. Tito lidé byli okamžitě přinuceni jej začít stavět.
Po ukončení výstavby začal tábor fungovat v počátku jako zajatecký tábor pro nežádoucí osoby z řad polské inteligence a Židů. Oficiálně byl veden jako zvláštní tábor SS. V roce 1941 byl tábor přejmenován na koncentrační a sloužil jako tábor vyhlazovací. Až do roku 1942 byli mrtví převáženi na polský hřbitov Zaspa, jak tábor rostl, mrtví byli spalováni v táboře na hranicích, od roku 1942 poté v nově postaveném krematoriu. V tomto roce také začaly přesuny do tábora Stutthof z jiných koncentračních táborů a Stutthof se stal mezinárodním. Na začátku roku 1943 došlo k největšímu rozšíření, kdy k původním osmi barákům přibylo dalších 30 betonových. Plocha tábora měla zpočátku rozlohu 12 ha, ovšem v roce 1944 již rozlohu desetinásobnou. V tomto roce se také rapidně zvýšil podíl židovských vězňů. Do té doby byli Židé v menšině, ale po převratu v Maďarsku kdy se urychleně deportovali maďarští Židé do koncentračních táborů, se jejich podíl zvýšil na 70%.
Vězňové byli zabíjeni v plynové komoře pomocí cyklonu B, do které se najednou vešlo až 150 lidí. Dále byli vězni sužováni také několika epidemiemi úplavic a skvrnitého tyfu, nedostatečnou hygienou a všudypřítomnými komáry.
V tomto táboře také probíhaly omezené pokusy s výrobou mýdla z lidského tuku. Nakonec se od těchto pokusů upustilo. Ale vžila se fáma, že ve všech táborech nacisté vyráběli z Židů mýdlo, což není pravda.
Koncem války měl tábor 39 poboček v okolí. V té době zde bylo vězněno asi 25 000 lidí a stejná suma i v pobočných táborech. Vězni byli z 28 zemí Evropy a 30 různých národností.
Jakmile se z východu začala přibližovat sovětská armáda, bylo v Berlíně nařízeno tábor evakuovat. V lednu 1945 byli po zhruba patnácti stech osobách posláni na tzv. pochody smrti do táborů uvnitř Německa. Tyto strastiplné poutě trvaly kolem dvou týdnů, s minimem potravy, žádnou hygienou a v panujících lednových mrazech. Během únoru a března bylo dále evakuováno asi 1500 převážně židovských žen po moři směrem k Německu, ovšem spojenecké bombardováni neozbrojených lodí způsobilo, že do cíle dorazila jen hrstka z vězňů a vězeňkyň.
Tábor Stutthof byl osvobozen až 9. května 1945, jako poslední koncentrační tábor 48. armádou 3. běloruského frontu. V průběhu existence zde bylo uvězněno až 110 000 lidí a přibližně 65 000 jich zde našlo smrt.

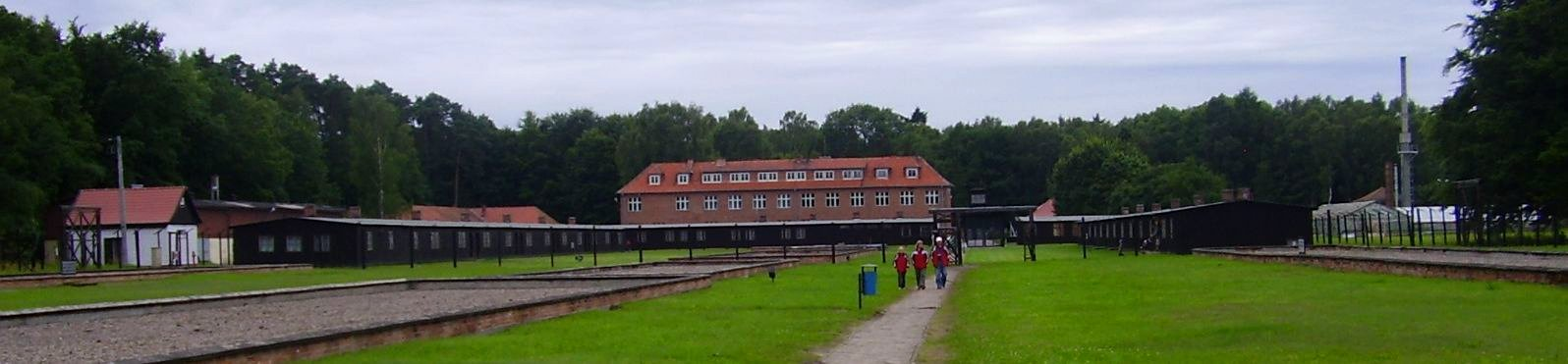
KL Stutthof